# De Nobili di Sicilia
La famiglia Nobili o De Nobili è un'antica casata nobiliare con il titolo di signori e marchesi.

## Storia
Antichissima famiglia nobile italiana, discende dai De Nobili di Lucca. Fu denominata de Nobili a causa del lungo dominio della Città di Lucca sua patria.
Il primo De Nobili di Lucca a trapiantarsi in Sicilia fu Goffredo De Nobili, che si stabilì a Monte Erice nel 1140 e fu nominato Capitano del litorale e delle isole dal Re Ruggero II di Sicilia. Fece edificare la torre di Santa Sofia.
Nel seguito, molti De Nobili, o solamente Nobili, fiorirono in Sicilia, tra i quali si nota:
- Baldoino De Nobili, Castellano di Erice nel 1194 e Consigliere della Regina Costanza d'Altavilla (1154-1198)[1].
- Rodolfo De Nobili, avvocato dell'impero nel 1225[1].
- Guglielmo De Nobili, 1º Signore di Bonagia[1].
- Giovanni De Nobili, governatore della Camera Reginale nel 1378[1].
- Pietro De Nobili, governatore e poi Castellano di Monte San Giuliano nel 1432[1].
- Pietro II De Nobili, Castellano di Monte San Giuliano e primo a stabilirsi a Trapani, diventando il fondatore dell'ramo dei De Nobili di Trapani[1]. Giurato di Monte San Giuliano negli anni 1480, 1494, 1505 e 1516.
- Pietro III De Nobili, Senatore cittadino di Trapani nel'1594 e 1605[2]
- Giuseppe De Nobili, Gran Priore gerosolimitano di Messina nel 1733 e Cavaliere dell'Ordine di Malta[1].
- Orfeo De Nobili, nipote di Francesco-Caterino De Nobili, ricevitore dell'ordine di Malta. Ottenne il 13 febbraio 1759 il titolo di marchese da lui chiesto e fu senatore di Trapani[2].
- fra' Giovanni, commendatore e ricevitore di Augusta
- fra' Giuseppe, gran priore a Messina nel 1733

## Stemma
Partito: di rosso e d'azzurro, al palo d'argento attraversante, col capo d'oro sostenuto dalla divisa d'argento caricata dall'aquila spiegata di nero, membrata, imbeccata e coronata d'oro.

Vedi : De Nobili di Sicilia, su Famiglie Nobili di Sicilia.

## Rami
- De Nobili (di Catanzaro), forse provenendo dalla presenta famiglia dei De Nobili di Sicilia.
- De Nobili di Lucca, stirpe di origine dei De Nobili di Sicilia.
- De Nobili di Montepulciano, cugini dei De Nobili di Lucca.